# Liste der Geotope im Landkreis Celle
Die Liste der Geotope im Landkreis Celle enthält die Geotope im Landkreis Celle in Niedersachsen. Einige dieser Geotope stehen zugleich als Naturdenkmal (ND), Landschaftsschutzgebiet (LSG), Naturschutzgebiet (NSG) oder Teil von diesen unter Schutz.
| Geotop-Nr. | Bezeichnung                         | Ort                                                                              | Bemerkung | Koordinaten                      | Bild                                                   |
| ---------- | ----------------------------------- | -------------------------------------------------------------------------------- | --- | -------------------------------- | ------------------------------------------------------ |
| 3125/01    | regenerierendes Hochmoor            | SW Marbostel, Bergen                                                             | Hochmoor. Fläche 850,0 ha. Stratigraphie: Quartär. Im Naturschutzgebiet NSG LÜ 134 "Großes Moor bei Becklingen" | 52° 52′ 37,2″ N, 9° 56′ 57,5″ O  | weitere Bilder                                         |
| 3127/01    | Nordwand der Kieselgurgrube Wiechel | 2,5 km S Oberohe,                                                                | Bodenprofil. Stratigraphie: Quartär - Pleistozän, Holstein-Interglazial. Petrographie: Kieselgur, olivgrüne Farbe, feingebändert. Im Naturpark Südheide | 52° 51′ 3,2″ N, 10° 12′ 29,9″ O  | Nordhang des ehem. Kieselgur-Abbaugebieters in Wiechel |
| 3127/02    | Findling                            | 2,5 km S Oberohe,                                                                | Findling. Länge 2,3 m, Breite 1,5 m, Höhe 1 m. Stratigraphie: Quartär. Petrographie: Grauer Gneis, rötlich gebändert, fein- bis mittelkörnig, einzelne Adern, 1 Fläche Glescherschliff, 1 Fläche Windschliff. Im Naturpark Südheide (Standort wurde verändert) | 52° 50′ 54,7″ N, 10° 12′ 35,5″ O | Findling                                               |
| 3324/01    | verlandetes Niedermoor              | 2 km S Jeversen, Lindwedel                                                       | Niedermoor. Länge 275 m, Breite 100 m. Fläche 10,0 ha. Stratigraphie: Quartär. Naturschutzgebiet NSG LÜ 178 Blankes Flath bei Jeversen | 52° 38′ 30,8″ N, 9° 46′ 7″ O     | Baumfreies Gelände von lichtem Kiefernwald umgeben     |
| 3324/03    | Hochmoor                            | W der Wietze, Wietze                                                             | Hochmoor. Länge 700 m, Breite 100 m. Stratigraphie: Quartär. Im Naturschutzgebiet NSG LÜ 177 Hochmoore bei Wieckenberg | 52° 37′ 24,6″ N, 9° 47′ 39,5″ O  | Schlatts mit Handtorfstichen                           |
| 3427/04    | Talsanddünen mit Eiche              | N der Aller zwischen Allerdamm und Deich schräg gegenüber Klosterpark Wienhausen | Düne. Naturdenkmal ND-CE 145 | 52° 35′ 3,8″ N, 10° 10′ 36,5″ O  |                                                        |